# Ben Hur (Soundtrack, 2016)
Ben Hur ist der Soundtrack zum gleichnamigen Film Ben Hur aus dem Jahr 2016. Der Soundtrack wurde am 5. August 2016 veröffentlicht. Die Filmmusik stammt von Marco Beltrami.

## Produktion

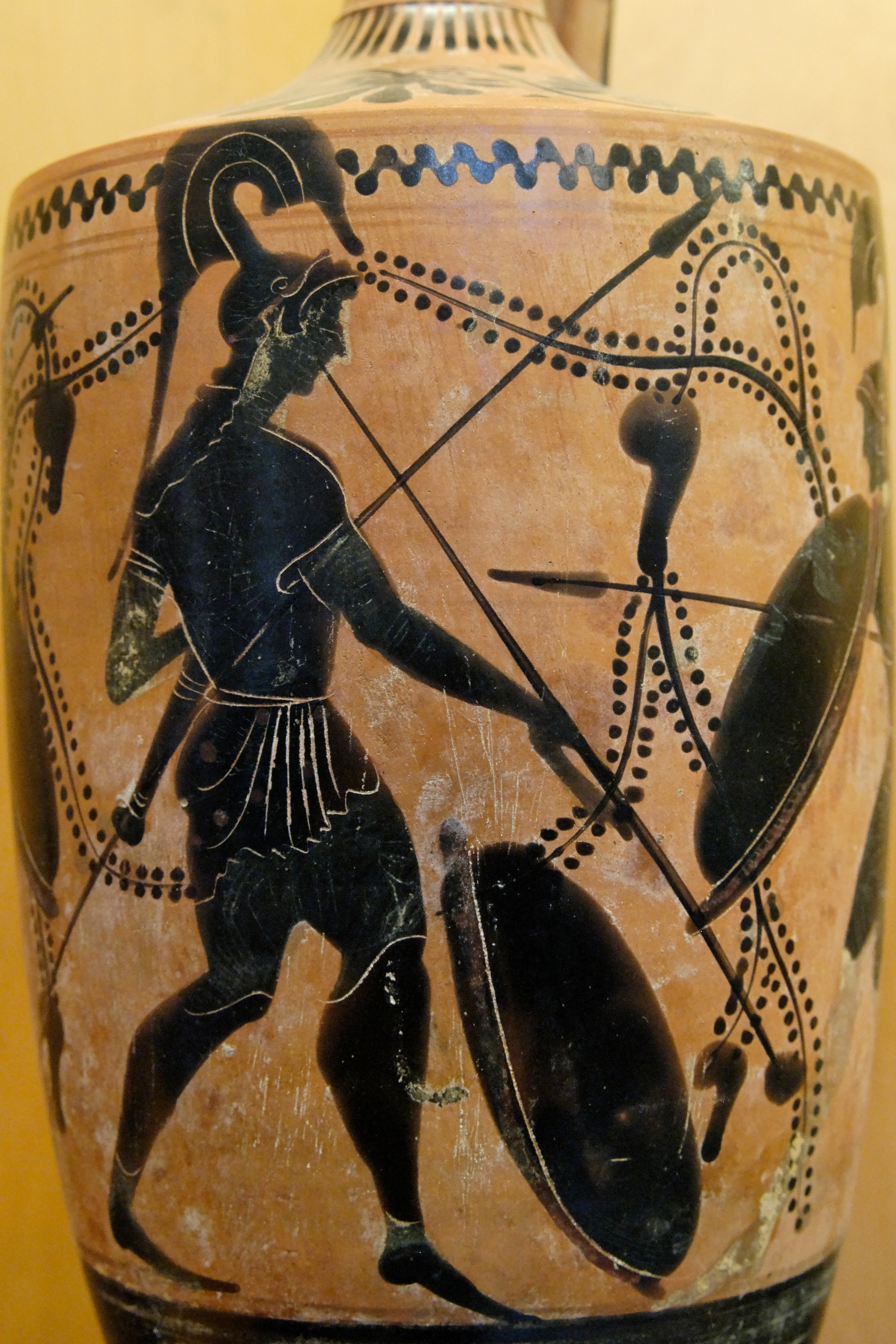
Marco Beltrami setzte Salpinx ein, um der Filmmusik historisch gerecht zu werden

Die Filmmusik wurde von Marco Beltrami komponiert. Beltrami, der für seine Arbeit an den Filmen Todeszug nach Yuma und The Hurt Locker bereits zweimal in der Kategorie Beste Filmmusik für einen Oscar nominiert war, setzte für die Filmmusik antike griechische und römische Musikinstrumente wie Harfen und Bogenharfen, Aulos, Tartolds und Salpinx ein und verarbeitete die Klänge elektronisch weiter, um dem Ganzen etwas Modernes zu geben.

## Veröffentlichung
Der Soundtrack wurde am 5. August 2016 von Sony Classical veröffentlicht und damit zwei Wochen bevor der Film Ben Hur in die US-amerikanischen Kinos kam. Zur gleichen Zeit hatten Paramount Pictures und MGM das Musikvideo zu Andra Days Song The Only Way Out veröffentlicht, mit dem auch ein Trailer zum Film unterlegt war, das jedoch letztlich nicht Teil des Soundtracks zum Film wurde.

## Rezeption
Mihnea Manduteanu meint, jedes Stück der Filmmusik erzähle eine Geschichte, und die Musik stehe für sich selbst, ohne die Hilfe des Films. Sie sei komplex und vielschichtig und mache daher auch das eigenständige Hören lohnenswert. Die Musik sei genau so, wie sie für einen Historienfilm sein müsse und erzähle, mal ruhig und melodisch, mal kraftvoll, von dem Heldenepos, je nachdem, wie es gerade angebracht sei. Es handele sich, so Manduteanu, um die die beste Filmmusik, die Beltrami bis dahin geschrieben hat und eine der besten Arbeiten des Jahres überhaupt, die allen Filmmusikfans gefallen und in Erinnerung bleiben werde.

## Titelliste
1. Ben-Hur Theme
2. Jerusalem 33 A.D. / Sibling Rivalry
3. Carrying Judah
4. Mother’s Favorite
5. Messala Leaves Home
6. Dear Messala
7. Messala Returns
8. Speaking of Zealots
9. Messala and Tirzah
10. Brothers Divide
11. Home Invasion
12. Galley Slaves
13. Rammed Hard
14. Judah Ashore
15. Horse Healer
16. Ben and Esther
17. Training
18. Invitation
19. Ilderim Wagers
20. Leper Colony / Messala Will Pay
21. The Circus
22. Chariots of Fire
23. Brother vs. Brother
24. Carried Off
25. Jesus Arrested
26. Forgiveness
27. Modeh Ani Haiku[2]